# Los Nogales (Michoacán)
Los Nogales es una localidad del estado mexicano de Michoacán. Es parte del municipio de Chilchota.

## Demografía
| Gráfica de evolución demográfica |
|                                  |

| Censo | Población |
| ----- | --------- |
| 1900  | 257       |
| 1910  | 330       |
| 1921  | 224       |
| 1930  | 206       |
| 1940  | 396       |
| 1950  | 121       |
| 1960  | 530       |
| 1970  | 822       |
| 1980  | 1076      |
| 1990  | 1422      |
| 2000  | 1483      |
| 2010  | 1360      |
| 2020  | 1644      |